# یان ماریلات
یان ماریلات (انگلیسی: Yan Marillat؛ زادهٔ ۱۲ اوت ۱۹۹۴) بازیکن فوتبال اهل فرانسه است.